# ジャマイカ国王
ジャマイカ国王（ジャマイカこくおう、英語: King of Jamaica）は、ジャマイカを統治する君主の称号（君主号）である。同国の国家元首であり、イギリス国王が兼位する（人的同君連合）。1962年に英連邦王国の一国として独立したのに伴い、王位が設けられた。

## 概要
象徴的な存在であり、実権はほとんど持たない。通常はジャマイカ総督がその職務を代行する。
チャールズ3世のジャマイカ国王としての正式な称号は
Charles the Third, by the Grace of God, King of Jamaica and of His other Realms and Territories, Head of the Commonwealth.
神の恩寵による、ジャマイカならびにその他の諸王国および諸領土の王、コモンウェルス首長、チャールズ3世
である。

## 共和制移行論議
2012年には当時のポーシャ・シンプソン＝ミラー首相が、イギリス連邦からの離脱と共和制への移行を目指す方針を表明したものの、その後もジャマイカはイギリス連邦にとどまり続けている。

## 国王の一覧
| 代 | 国王（女王）  | 国王（女王） | 出身家       | 在任期間                     | 在任期間    | 備考 |
| -- | ------------- | ------------ | ------------ | ---------------------------- | ----------- | ---- |
| 01 | エリザベス2世 |              | ウィンザー家 | 1973年7月10日 - 2022年9月8日 | 49年 + 60日 |      |
| 02 | チャールズ3世 |              | ウィンザー家 | 2022年9月8日 - （在位）      | 2年 + 185日 |      |